# Kauza Bečvářův statek
Kauza Bečvářův statek je případ podvodné restituce pozemků souvisejících s majetkem rodiny Bečvářů. Je také označována jako největší restituční kauza.

## Historie
V roce 1862 pražský obchodník Tomáš Bečvář zakoupil hospodářský dvůr se zámečkem ve Strašnicích, které tehdy byly vsí za Prahou. Později se ve vedení rodu začal angažovat i jeho syn Julius, který později otcův majetek zdědil. Postupně ke dvoru přikoupili další statky a pole v okolí a patřila jim až polovina zdejších polností. Bečvářovi patřily i polnosti na území dnešního Žižkova, Malešic i Vršovic.
V roce 1922 se Strašnice připojily k Velké Praze a začal stavební boom, který Bečvářův majetek výrazně zhodnotil. Julius v roce 1926 rozhodl, že svůj rozsáhlý majetek rozdělí mezi své tři potomky, syna Jana Mariu, syna Josefa a dceru Annu. Jan Maria měl zůstat sedlákem a dostat statek na Žižkově s polnostmi, dcera Anna měla jako věno dostat dvůr a dům na Starém Městě a syn Josef milion tehdejších korun. V roce 1945 Julius v tomto smyslu sepsal závěť, podle které též potomci rovným dílem měli zdědit pět velkých parcel ve Strašnicích, kde Julius předpokládal poválečnou výstavbu.
Po roce 1948 byl však veškerý majetek rodiny Bečvářů vyvlastněn, hospodářské budovy přešly do správy Státnímu statku Praha a ve dvoře byly zřízeny byty. Na parcelách bylo vystavěno například sídliště Solidarita. Julius v roce 1950 zemřel.
Porevoluční restituce majetku se však žádný z potomků nedožil. Jan Maria zemřel v roce 1980 bezdětný a bez závěti. Dcera Anna zemřela v roce 1987 a svůj majetek odkázala přátelům svého zesnulého manžela z klubu zahrádkářů, místnímu učiteli Františku Činčerovi a stavbyvedoucímu Štěpánu Formanovi. Syn Josef zemřel v roce 1990 a svůj majetek odkázal sousedce z domu Emilii Bednářové.

## Restituce
V rámci restituce se o majetek přihlásila pětice závětních dědiců: Emilie Bednářová, Ivan a Zdeněk Činčerovi (potomci Františka Činčery), Jana Řezbová a Markéta Šindelářová (potomci Štěpána Formana). Ti po roce 2002 získali majetek po Anně a Josefovi, jejich nárok na společný majetek sourozenců Bečvářových byl zkrácen o třetinu, která připadala na Jana Mariu. Bednářovou tehdy zastupoval advokát Daniel Honzík, přítel Aleše Hušáka, aktivní člen SSM a agent StB (donášel mj. i na Otakara Motejla).
Honzík následně začal zastupovat všechny restituenty a vedl spor i o navrácení majetku, který měl náležet Janovi Mariovi. V letech 2007 a 2008 se pokusil jeho majetek získat v dodatečném projednání jeho dědictví, Městský soud v Praze však toto odmítl s tím, že se jen snaží obejít restituční zákon.
V roce 2009 se změnilo vedení pozemkového úřadu, jeho ředitelem se stal Radim Zika a jeho náměstkem pro právo a restituce Petr Šťovíček, známý lobbisty Ivo Rittiga. Věc restituce přebral Jan Horák, předlistopadový diplomat a agent StB. Tento opakovaně potvrdil nároky výše uvedených dědiců na majetek po Janu Mariovi, když Emilii Bednářovou začal označovat jako dceru Josefa Bečváře a Františka Činčeru a Štěpána Formana za potomky Anny Bečvářové. Restituenti proti tomuto lživému označení, které umožnilo protiprávně získat majetek Jana Marii, po dohodě s advokátem Honzíkem neprotestovali.
Případ bývalého strašnického velkostatku byl předmětem mimořádné změny restitučních zásad v květnu 2011, vyvolané i rozhodnutím Nejvyššího soudu ČR o případu Antonína Háka z Prahy, podle něhož restituent, který se 15 let marně domáhal svého nároku, má právo dostat od státu pozemky, které si sám zvolí. Byl historicky prvním případem, kdy Pozemkový fond ČR vyhověl původním majitelům a vydal jim (po 17 letech od žádosti) náhradní pozemky, které si sami vybrali, aniž by parcely prošly veřejnou nabídkou. Městský soud v Praze později vyčíslil škodu z tohoto podvodného jednání na 1,4 mld. Kč.
Pozemky z restituce byly v katastru zapisovány na jednoho z restituentů Zdeňka Činčeru, o výnos z prodeje náhradních pozemků se dělil všichni restituenti. Část byla prodána společnosti David Michala, dvorního advokáta Iva Rittiga, další část pozemků na okraji pražské čtvrti Hodkovičky získala společnost spojované s Rittigem za 44,3 mil. Kč (o pět let později je po sérii převodů získala společnost Skanska Reality za 480 mil. Kč). Největší část pozemků pak získaly za zlomek tržní hodnoty společnosti spojené se společností Bečvářova, a.s. s akciemi na doručitele, kterou měl vlastnit advokát Honzík a Zdeněk Činčera. Činčera před listopadem 1989 pracoval ve Státní bance československé a byl agentem StB, v listopadu 1989 pak vedl četu Lidových milicí. Po listopadu 1989 byl členem prezidia Fondu národního majetku a byl také členem představenstva zkrachovalé Universal banky. U soudu později uvedl, že neví komu a za kolik převedl svůj podíl ve společnosti Bečvářova, že nevěděl o vlastnictví advokáta Honzíka a ani netušil, jakou může mít společnost naplněná lukrativními pozemky hodnotu.
Akcionářem společnosti Bečvářova se stal vedle Honzíka podnikatel Petr Syrovátko, následně i kontroverzní pražský politik Tomáš Hrdlička, lobbista Roman Janoušek, podnikatel Karel Pražák a liberecký politik Jaroslav Mejstřík. V roce 2013 během policejního zásahu souvisejícího s Kauzou Nagyová bylo Romanovi Janouškovi mimo jiné zabaveno 8 akcií společnosti Bečvářova, a.s. odpovídajícím 10 % podílu na společnosti.
Společnost pokračovala v dalších restitučních sporech. Když v roce 2014 žádala vydání pozemku na Žižkově, na kterém postavila bytový komplex firma Metrostav, zjistili odhalili právníci developera část lživých informací o příbuznosti restituentů. Státní pozemkový úřad v roce 2018 zrušil rozhodnutí o jejím restitučním nároku na pozemky. Do prověřování se zapojila Národní centrála proti organizovanému zločinu, ale nezískala důkazy pro obvinění z podvodu. Následovalo další prověřování policií a k názoru o podvodnosti transakcí se připojila i organizace Transparency International i premiér Bohuslav Sobotka. Stát s uchazeči o dědictví prohrál více než deset soudních sporů a na základě soudních rozhodnutí byly vydány pozemky o rozloze přes 130 hektarů odhadované ceně přes 3 miliardy korun.
Některé pozemky byly mezitím prodány neprůhledným kyperským firmám. Některé pozemky byly kvůli vyšetřování v roce 2016 zablokovány. Mezi zablokované patří i pozemek v Hájku u Uhříněvsi, který stát potřebuje na vybudování úseku 511 Pražského okruhu mezi Běchovicemi a dálnicí D1 a který podle pořadu Reportéři ČT patří Tomáši Hrdličkovi. Na začátku policejního vyšetřování byly předmětné pozemky zajištěny jako výnos z trestné činnosti.
Podle odposlechů, pořízených v rámci vyšetřování kauzy Nagyová, měli kromě Honzíka, Janouška a Hrdličky na celé transakci profitovat také lobbista Ivo Rittig a bývalý ředitel Pozemkového fondu Petr Šťovíček. Advokát Honzík při rozhovoru s Janouškem tehdejší ředitelku Státního pozemkového úřadu Evu Benešovou označil za svého člověka.

## Soud
31. července 2019 podalo Vrchní státní zastupitelství v Praze k Městskému soudu v Praze kvůli vydání pozemků Emilii Bednářové obžalobu na tři bývalé úředníky Státního pozemkového úřadu pro zločin zneužití pravomoci úřední osoby a trestné činy zneužívání pravomoci veřejného činitele a maření úkolu veřejného činitele z nedbalosti. Činů se měli Jan Horák a jeho nadřízení Eva Benešová a Petr Chmelík dopustit v souvislosti s vydáním 7 restitučních rozhodnutí v letech 2009 až 2012 (2009 až 2011). Jde o referenta, jeho nadřízenou a o dalšího nadřízeného, kteří několik rozhodnutí podepsali, ale jejich správnost nezkontrolovali. Obvinění do některých rozhodnutí lživě uvedli, že Emilie Bednářová byla neteří zůstavitele Jana Maria Bečváře. Bednářová na základě těchto rozhodnutí obdržela lukrativní pozemky jako náhradu za to, že jí stát nevrátil statky po Janu Maria Bečvářovi ve Strašnicích a na Žižkově; měla však nárok pouze na dědictví po jeho bratru Josefu Bečvářovi, který ji uvedl v závěti. Další nemovitosti vydal pozemkový úřad nejen Bednářové, ale i dědicům po Bečvářově sestře. Škoda způsobená především České republice byla vyčíslena na nejméně 1,4 miliardy korun.
V červenci 2020 Městský soud v Praze nepravomocně shledal všechny obviněné vinnými. Jan Horák byl odsouzen na 7 let odnětí svobody za zneužití pravomoci veřejné osoby, Eva Benešová na 6 let, oba pak dále k peněžitému trestu ve výši 4,5 mil. Kč. Petr Chmelík byl odsouzen za maření úkonu veřejného činitele k podmíněnému trestu odnětí svobody a peněžitý trest 800 tis. Kč. Soud také rozhodl o zabrání neoprávněně vydaných pozemků v majetku Zdeňka Činčery a společnosti Bečvářova jako zřejmého výnosu z trestné činnosti. Odvolací soud v květnu 2021 osvobodil Jana Horáka, trest Petra Chmelíka potvrdil. V červnu 2021 odvolací soud nepotvrdil odsouzení a trest Evy Benešové, uznal jí však vinnou z maření úkonu veřejného činitele a odsoudil jí k podmíněnému tříletému trestu odnětí svobody. V srpnu 2021 podal nejvyšší státní zástupce dovolání v neprospěch Benešové i Horáka. Nejvyšší soud dovolání vyhověl a zrušil osvobozující rozsudek Jana Horáka i zmírnění trestu Evy Benešové. V dubnu 2022 Vrchní soud v Praze Horáka odsoudil k podmíněnému tříletému trestu odnětí svobody, Benešové v červnu 2022 potvrdil podmíněný tříletý trest odnětí svobody a uvedl, že by prvoinstanční soud měl rozhodnout o vrácení předmětných pozemků do vlastnictví státu. V lednu 2023 Nejvyšší soud vyhověl dovolání státního zástupce a nařídil znovu otevřít případ bývalé ředitelky pozemkového úřadu Benešové.
V lednu 2025 Ústavní soud odmítl ústavní stížnost Horáka proti jeho pravomocnému odsouzení, které je tak definitivně potvrzeno. Případ Benešové v lednu 2025 soudy stále projednávaly.
I když Městský soud v Praze v červenci 2020 ve svém rozsudku nepravomocně rozhodl o vrácení předmětných neprávem vydaných pozemků v tržní hodnotě asi 3 mld. Kč Státnímu pozemkovému úřadu, Úřadu pro zastupování státu ve věcech majetkových a Státnímu statku hlavního města Prahy, odvolací Vrchní soud v Praze tuto část rozhodnutí zrušil a věc předal civilním soudům. Ty zmražení pozemků v červenci 2023 zrušily, s pozemky tak může společnost Bečvářova, a.s., vlastněná Tomášem Hrdličkou a jeho společníkem Pavlem Langerem, volně nakládat.